# Alina Orlova
Alina Orlova (Russisch Алина Орлова; Visaginas, 28 juni 1988) is een Litouwse zangeres.
In 2008 bracht ze haar eerste album uit, getiteld Laukinis šuo dingo.

## Discografie
- 2008: Laukinis šuo dingo
- 2010: Mutabor
- 2015: 88
- 2018: Daybreak
- 2022: Laumžirgiai

- Bibliothèque nationale de France: cb16218191w (data)
- International Standard Name Identifier: 0000 0000 8966 0961
- MusicBrainz: 867f63d3-ebb7-4f84-bf45-c8d39a15c477
- Système universitaire de documentation: 250598124
- Virtual International Authority File: 130688990